# 172
Het jaar 172 is het 72e jaar in de 2e eeuw volgens de christelijke jaartelling.

## Gebeurtenissen

### Balkan
- Keizer Marcus Aurelius steekt met een expeditieleger (6 legioenen) bij Carnuntum de Donau over. De Marcomannen worden onderworpen en gedwongen zich te vestigen in de door pest geteisterde provincies van Illyrië. In Rome ontvangen Aurelius en zijn zoon Commodus, na de veldtocht tegen de Germaanse stammen de titel Germanicus.

### Egypte
- In Alexandrië ontstaat door hongersnood een opstand onder de bevolking, roverbendes bedreigen de graanaanvoer bij de Nijldelta.
- Avidius Cassius, gouverneur van Syria, wordt door Marcus Aurelius benoemd tot opperbevelhebber van het Romeinse leger in het Midden-Oosten.